# 반중성자

반중성자의 쿼크 그림.

반중성자(antineutron)는 중성자의 반입자이다. 현재 우주에 희소하게 존재하며, 반 업쿼크 1개와 반 다운쿼크 2개로 이루어져 있는 입자다.
반중성자는 반중입자에 속하며, 스핀이 2분의 1이다. 중입자 수는 -1로 중성자와 반대다. 질량은 중성자와 같지만, 중성자를 만나면 막대한 에너지를 방출하며 소멸된다.
기호는 {\displaystyle {\overline {n}}}이며, 페르미온의 일종이다.
1956년, 브 루스 코크가 발견했다.

## 같이 보기
- 반물질
- 입자 목록